# Oberlangenegg
Oberlangenegg is een gemeente en plaats in het Zwitserse kanton Bern, en maakt deel uit van het district Thun.
Oberlangenegg telt 473 inwoners.